# Drvni kombinat Brestovac
Drvni kombinat Brestovac d.d. je poduzeće drvoprerađivačke industrije iz Garešničkog Brestovca. Osnovano je 1927. godine.
Poduzeće je počelo kao pilana. Krajem pedesetih godina prošlog stoljeća djelatnost proširuje osnivanjem Tvornice namještaja i Tvornice parketa. Vremenom se razvio u proizvođača rustikalnog i modernog namještaja u europskim razmjerima. Proizvodni program se drži tradicije namještaja europskog podneblja. Pored triju osnovnih djelatnosti, piljenja građe, proizvodnje namještaja i parketa razvijaju se i uslužne djelatnosti. Krajem devedesetih Brestovac je ulogom imovine osnovala pet društava s ograničenom odgovornošću: Brestovac - Pilana d.o.o., Brestovac - Tvornica namještaja d.o.o., Brestovac - Tvornica parketa d.o.o., Brestovac - Pogon usluga d.o.o. i Brestovac - Poslovno ugostiteljske usluge d.o.o., dok je sam nastavio poslovati kao Brestovac drvni kombinat holding poduzeće. Godine 1995. dioničkom su društvu pripojeni Pogon usluga i Poslovno ugostiteljske usluge, pa je drvni kombinat Brestovac bio stopostotni vlasnik triju društava s ograničenom odgovornošću:  Brestovac - Pilana d.o.o., Brestovac - Tvornica namještaja d.o.o. i Brestovac - Tvornica parketa d.o.o. Srpnja 2003. Tvornica parketa pripojena je Tvornici namještaja. Dionice su bile izlistane na Zagrebačkoj burzi. Brestovac je preživio sva svjetska previranja, svjetsku ekonomsku krizu, 2.svjetski rat, udar sumnjivih radnji hrvatske privatizacije nekako je preživljavao. Uslijedila su pretvaranja tražbina vjerovnika u temeljni kapital DK Brestovca. 
Djelatnost kombinata sastoji se od prerade drva i proizvoda od drva, proizvodnje namještaja, parketa i pilanskih proizvoda, piljene građe, impregnacija drva, proizvoda od metala, opskrbom električnom energijom, plinom, parom i toplom vodom, trgovinom na veliko i malo, ugostiteljskom djelatnošću, te uslugama održavanja i popravka motornih vozila, prijevozom robe, računalnim i drugim uslugama kao i upravljanjem holding društvima.
Danas ima svoje tvrtke kćeri Brestovac-Pilanu d.o.o. i Brestovac-Tvornicu namještaja d.o.o.  kojima je u stopostotnom vlasništvu.
Brestovac je nekoć zapošljavala znatno veliki broj radnika. Kriza iz 2008. uzela je veliki danak, jer je smanjila narudžbe za namještaj, pa je bez obzira na to što je Brestovac Grupa izvozila više od 5 milijuna eura godišnje, prihodi sustava pali su za 40 posto. U Planu operativnog i financijskog restrukturiranja u tvrtki je ostalo 546 radnika, od čega 54 u DK Brestovac, 92 u pilani, a 400 u tvornici namještaja. 2010. je bez posla je ostalo 430 radnika, tako da je sada sveukupno bez posla i zaostalih plaći 950 radnika. 2014. godine otvoren je stečaj u neobičnim okolnostima.